# 9 mm ammunition
Denne artikel oplister ammunitionstyper der ligger i kaliber 9 mm (.354) området. Alle mål er i millimeter, mens mål i parentes er i tommer.

## Pistolammunition
| Type                  | Projektil   | Pistolhylster længde | Samlet længde |
| --------------------- | ----------- | -------------------- | ------------- |
| 9 x 18 mm Ultra       | 9.00 (.354) | 18 mm                | 26.16 (1.03)  |
| .380 ACP (9 mm Short) | 9.02 (.355) | 17 mm                |               |
| 9 x 18 mm Police      | 9.02 (.355) | 18.05 (.381)         | 9.68 (.381)   |
| 9 mm Glisenti         | 9.02 (.355) | 29.21 (1.15)         | 29.21 (1.15)  |
| 9 x 19 mm Luger       | 9.02 (.355) | 29.69 (1.169)        | 29.69 (1.169) |
| .357 SIG              | 9.02 (.355) | 28.96 (1.140)        | 28.96 (1.140) |
| 9 mm Browning Long    | 9.02 (.355) | 27.94 (1.10)         | 27.94 (1.10)  |
| 9 x 21 mm IMI         | 9.02 (.355) | 29.69 (1.169)        | 29.69 (1.169) |
| 9 mm Steyr            | 9.02 (.355) | 33.02 (1.300)        | 33.02 (1.300) |
| 9 mm Largo            | 9.02 (.355) | 28.75 (1.132)        | 28.75 (1.132) |
| 9 mm Mauser Pistol    | 9.02 (.355) | 35.05 (1.380)        | 35.05 (1.380) |
| 9 mm Win Mag          | 9.02 (.355) | 39.37 (1.550)        | 39.37 (1.550) |
| .356 TSW              | –           | -                    | -             |
| .38 Auto              | 9.04 (.356) | 32.51 (1.280)        | 32.51 (1.280) |
| .38 Super             | 9.04 (.356) | 32.51 (1.280)        | 32.51 (1.280) |
| 9 x 18 mm PM          | 9.25 (.365) | 24.64 (.970)         | 24.64 (.970)  |
| 9.8 mm Auto Colt      | 9.65 (.380) | -                    | -             |

## Revolverammunition
| Type                    | Projektil   | Patronhylster længde | Samlet længde |
| ----------------------- | ----------- | -------------------- | ------------- |
| .38 Short Colt          | 9.07 (.357) | 19.43 (.765)         | -             |
| .38 Long Colt           | 9.07 (.357) | 26.29 (1.035)        | -             |
| .38 S&W Special         | 9.07 (.357) | 29.34 (1.155)        | 39.37 (1.550) |
| .357 S&W Magnum         | 9.07 (.357) | 32.77 (1.290)        | 40.39 (1.590) |
| .357 Rem Max            | 9.07 (.357) | 40.77 (1.605)        | -             |
| .38 S&W                 | 9.15 (.360) | 19.68 (.775)         | 29.97 (1.180) |
| .38/200 (.380 Revolver) | 9.15 (.360) | 17.78 (.700)         | 27.94 (1.100) |
| .41 Long Colt           | 9.80 (.386) | -                    | -             |

## Riffelammunition
| Type            | Projektil | Patronhylster længde | Samlet længde |           |
| --------------- | --------- | -------------------- | ------------- | --------- |
| .375 H&H Magnum | -         | -                    | -             | -         |
| 9 x 39 mm       | -         | 39 (1.53)            | -             | 56 (2.20) |